# Atentado de Anagni

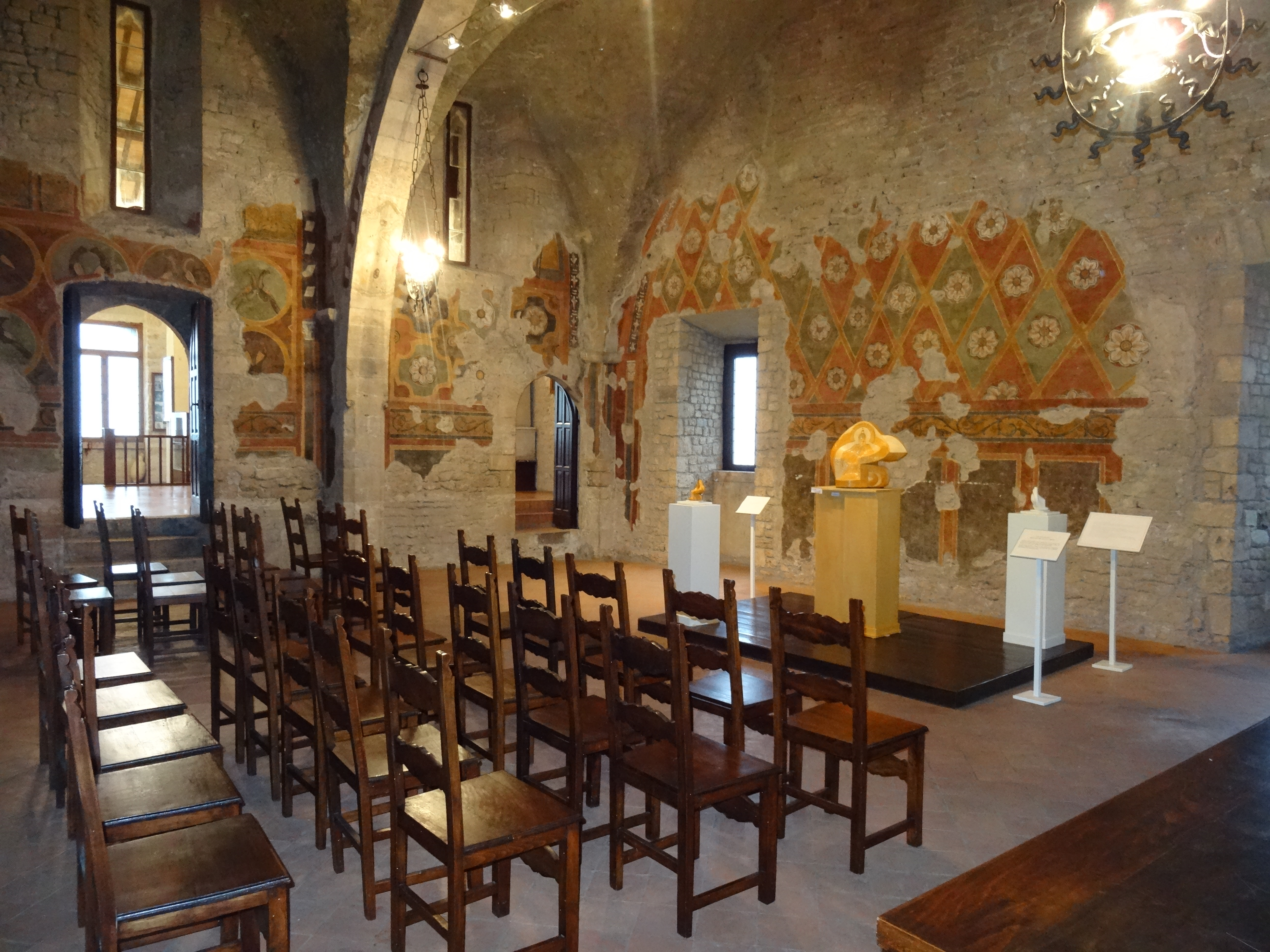
A sala onde Atentado de Anagni

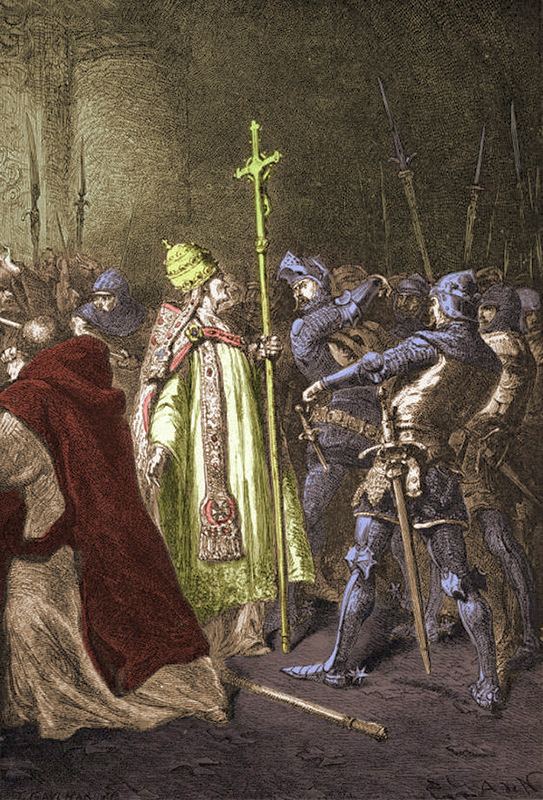
Gravura que representa o momento da alegada agressão de Sciarra Colonna ao Papa.

O atentado de Anagni ou ultraje de Anagni, ou mesmo o tapa/bofetada de Anagni é um episódio que aconteceu na cidade de Anagni em 7 de setembro de 1303.
É um evento famoso e importante devido a luta entre o rei da França Felipe, o Belo e o Papa Bonifácio VIII.
Atualmente, acredita-se que não foi dado devidamente um tapa ou chapada materialmente falando, mas, sim um golpe moral, embora alguns historiadores atribuam a Sciarra Colonna o ato de esbofetear o Papa Bonifácio VIII.

## História

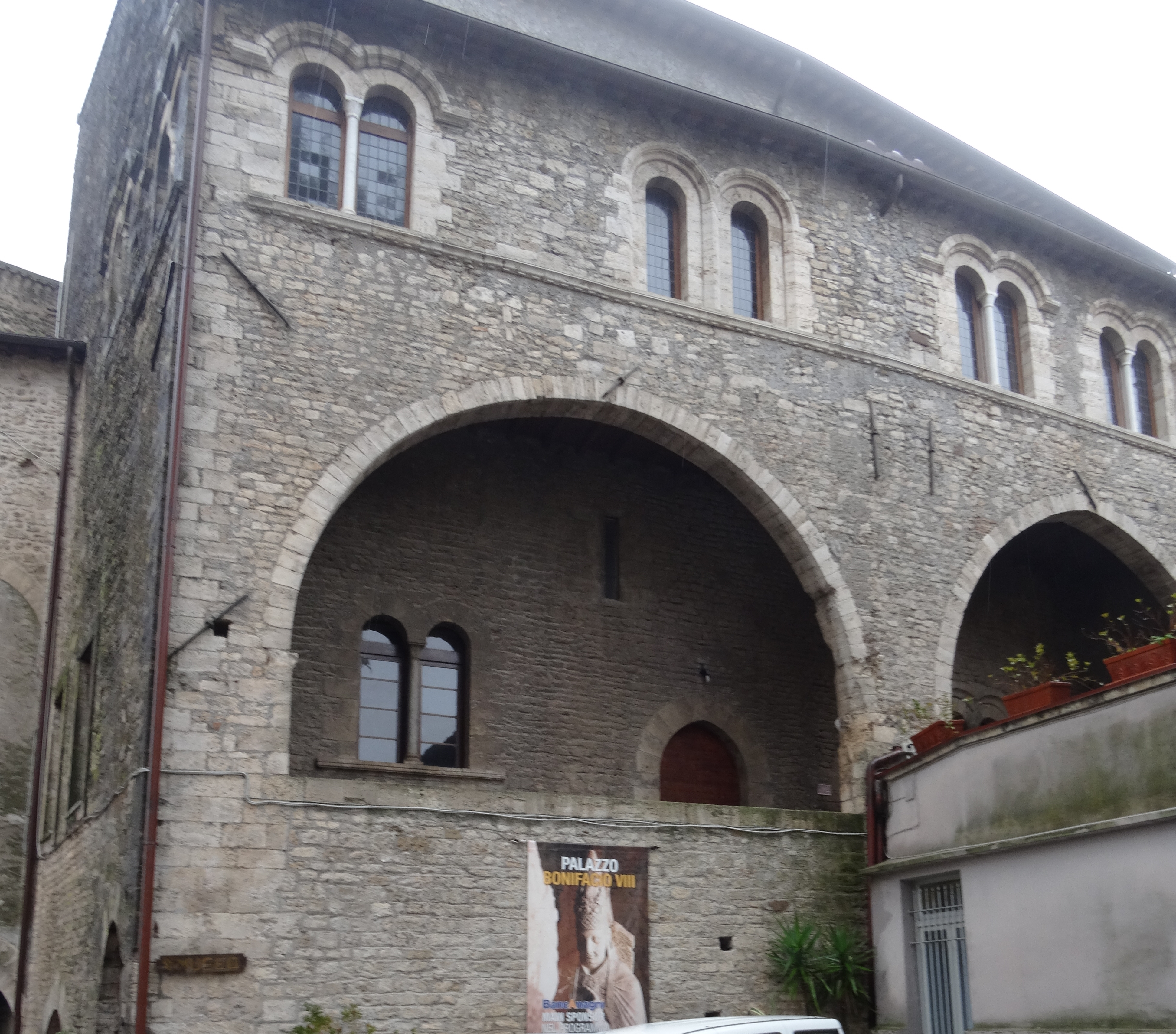
O Palácio papal de Anagni

O regnum francês de Felipe, o Belo, não admitia qualquer poder fora de seu controle, o que chocava com a doutrina hierocrática do Papa Bonifácio VIII, que alegava o direito papal sobre todos os homens, mesmo os soberanos. Por isto, promulgou a bula "Unam Sanctam" (1302), que provocou uma tempestade entre as duas forças, uma vez que pouco depois aconteceria a excomunhão do rei.
Felipe IV no início de 1303, estava sob ameaça de excomunhão. Aconselhado pelo seu conselheiro e jurista Guillaume de Nogaret, responde, chamando um concílio ecumênico em Lyon, cujo objetivo é julgar o Papa, já que muitos descrevem como "indigno", e depô-lo. Nogaret é responsável por viajar para a Itália para notificar os desejos do rei para o pontífice. Bonifácio VIII, que compreendeu as intenções de Felipe IV antes da chegada de Nogaret, preparou a bula Super Patri Solio que o excomungou oficialmente.
Nessa altura Nogaret decide realizar um golpe contra o papa antes da publicação e entrada em vigor da bula, em 8 de setembro. Ele recrutou uma tropa de 600 cavaleiros e 1500 peões conduzidos por dois senhores da guerra, além disso com os inimigos italianos do papa, Sciarra Colonna e Rinaldo de Supino. Na noite de 7 para 8 de setembro de 1303, investem na pequena cidade de Anagni, onde residia o Papa durante o verão. Com calúnias, Nogaret alienando mentes, enquanto as suas tropas foram para a residência papal em Anagni, obrigaram o guarda do castelo a lhes dar passagem e em uma cena humilhante insultaram o papa e prenderam-no. Exigiram que ele renunciasse, mas, o papa porém respondeu que preferiria morrer: "Eis a minha cabeça, eis a minha tiara: morrerei, é certo, mas morrerei papa". Em resposta, Colonna esbofeteou Bonifácio, com a mão coberta pela luva de ferro da armadura. Sob a violência do golpe, o papa caiu do trono para o chão; que ainda é lembrado no folclore local de Anagni. O pontífice foi espancado e quase executado, foi privado de comida e água durante três dias. Pouco depois, a população de Anagni, envergonhada de ter abandonado o papa, acorreu ao palácio e perseguiu o destacamento francês, mas tarde demais: a violência a que fora sujeito perturbara a sanidade mental de Bonifácio.
Retornou a Roma onde morreu em 11 de outubro de 1303, sem reconhecer os seus conhecidos e a recusar a extrema unção.
Seu sucessor, Bento XI, revoga a bula Super Patri Solio, mas os responsáveis pelo ataque em Anagni são intimados. O novo papa morre sob suspeitas de envenenamento, em 7 de julho de 1304 perante o tribunal que pronunciou a sentença condenatória.
O pontífice escolhido para substituí-lo foi Clemente V, eleito em 1305, de origem francesa, revelar-se-ia depois cooperante ao rei francês ao permitir o estabelecimento do papado de Avinhão em 1309, em um enclave no sul da França; ao fechar em 1311 todas as sentenças contra o rei e seus assessores, dizendo que todo o conflito, a atitude de Filipe, o Belo foi "boa e justa."; e ao dar uma ajuda preciosa ao monarca francês na supressão da Ordem dos Templários (ver Concílio de Vienne).

## Consequências
A atitude de Felipe, o Belo, enfraqueceu o poder temporal do papado e colaborou para diminuir a noção teocêntrica, característica da Idade Média.
A França, naquela época, procurou influenciar no governo da Igreja Católica. Os poderes seculares (como os reis da França) alcançaram uma posição de realce e influenciaram até certos concílios da Igreja, culminando na doutrina conhecida como (conciliarismo), segundo à qual, se um papa vier a falhar, ele poderia ser julgado por um concilio geral. Essa ideia foi posteriormente condenada pela Igreja Católica.